# András Gyürk
András Gyürk (Budapest, 2 dicembre 1972) è un politico ungherese.
Esponente di Fidesz - Unione Civica Ungherese, nel 1998 è stato eletto all'Assemblea nazionale, venendo confermato nel 2002.
Nel 2003, in vista dell'ingresso dell'Ungheria nell'Unione europea, è stato nominato osservatore presso il Parlamento europeo; assunta la carica di europarlamentare nel 2004, è stato rieletto nelle successive tornate elettorali.